# Regno di Sassonia
Il Regno di Sassonia fu uno Stato esistito fra il 1806 ed il 1918. La Sassonia fu un membro indipendente della coalizione napoleonica che si batté nelle Guerre napoleoniche (Confederazione del Reno). Dopo il Congresso di Vienna fece parte della Confederazione tedesca. Dal 1871 entrò infine a far parte dell'Impero tedesco prima di essere trasformata nel 1918, dopo la sconfitta dell'Impero Germanico nella prima guerra mondiale, in un Land della Repubblica di Weimar. La sua capitale era Dresda.

## Storia

### L'era napoleonica e la confederazione tedesca
Prima del 1806 la Sassonia faceva parte del Sacro Romano Impero, un'entità vecchia di oltre mille anni che aspirava sempre ad essere un singolo Stato ma che, attraverso i secoli, divenne del tutto decentralizzata. Il capo dell'Elettorato di Sassonia ebbe il titolo di principe-elettore per centinaia di anni. Quando il Sacro romano impero si dissolse, dopo la sconfitta inflittagli da Napoleone nella battaglia di Austerlitz, l'elettorato venne innalzato al rango di stato indipendente sotto l'influenza della Francia, a quel tempo la potenza dominante in Europa.
A seguito della sconfitta dei prussiani nella battaglia di Jena, i sassoni entrarono nella Confederazione del Reno e vi rimasero fino a quando questa non si sciolse a seguito della disfatta napoleonica nella battaglia di Lipsia. Dopo tale battaglia, nella quale la Sassonia fu l'unico Stato tedesco ad aver combattuto a fianco della Francia, il re Federico Augusto I di Sassonia si convinse di aver perso il trono per effetto dell'invasione russa che mise sotto amministrazione controllata il suo regno. Questo discendeva probabilmente dalle mire prussiane tese ad annettere la Sassonia più che ad una ritorsione russa nei confronti di Federico Augusto ed il fatto è dimostrato dalla questione sassone trattata al Congresso di Vienna. Alla fine, il 40% del regno - inclusa la storicamente significativa Wittenberg "città natale" della Riforma protestante - fu annesso alla Prussia, ma Federico Augusto fu tuttavia ripristinato sul trono per il resto del suo regno al quale appartenevano ancora le città di Dresda e Lipsia. Il regno si unì quindi alla Confederazione tedesca, l'organizzazione nuova degli stati tedeschi che sostituiva il Sacro Romano Impero.

### La guerra austro-prussiana e l'Impero tedesco
Durante la guerra austro-prussiana del 1866, i sassoni si schierarono con gli austriaci ed il loro esercito fu visibilmente l'unico capace di apportare un significativo sostegno militare all'Austria. La Sassonia aveva persino abbandonato la difesa del suo stesso territorio per congiungersi alle forze austriache in Boemia. Questo, probabilmente, preservò la Sassonia dalla ineluttabile sorte di tutti gli altri stati tedeschi del nord alleati con l'Austria, come il regno di Hannover, che alla fine della guerra furono annessi dalla Prussia. Gli austriaci invece, ottennero dalla Prussia che la Sassonia rimanesse uno Stato indipendente. L'anno successivo la Sassonia, nondimeno, si unì all'alleanza prussiana detta Confederazione del nord della Germania. Con la vittoria della Prussia sulla Francia nella guerra franco-prussiana del 1871, i membri della Confederazione vennero riuniti, da Otto von Bismarck nell'Impero tedesco con Guglielmo I imperatore. Giovanni I, quale re subordinato al trono, dovette giurare fedeltà all'Imperatore, anche se come gli altri principi tedeschi mantenne alcune delle prerogative di sovrano, compresa la facoltà di intrattenere relazioni diplomatiche con altri stati.

### La fine del regno
Il nipote di Guglielmo I, l'imperatore Guglielmo II, abdicò nel 1918 dopo la sconfitta della Germania nella prima guerra mondiale. Il re Federico Augusto III di Sassonia finì con l'abdicare anch'egli e la Sassonia divenne uno Stato a regime repubblicano aderente alla Repubblica di Weimar.

## Stemma
Lo stemma ufficiale del regno di Sassonia venne adottato per disposizione regia il 7 giugno 1889 ed era composto da uno scudo ripartito al suo interno con gli stemmi degli antichi stati che componevano il regno di Sassonia:
- Campo 1: Margraviato di Meißen
- Campo 2: Langraviato di Turingia
- Campo 3: Contea Palatina di Turingia (Lauchstädt)
- Campo 4: Contea Palatina di Sassonia (Pfalz Allstedt)
- Campo 6: Contea di Pleißen
- Campo 7: Vogtland
- Campo 8: Contea di Orlamünde
- Campo 10: Contea di Landsberg
- Campo 11: Margraviato di Alta Lusazia
- Campo 12: Contea di Eisenberg

## Ripartizione amministrativa
Ridotto drasticamente dalle annessioni prussiane, il suo territorio si estendeva per 14.993 km² ed era suddiviso nei circondari di:
- circondario di Meißen (Dresda), km². 4.337
- circondario di Lipsia, km². 3.567
- Zwickau, km². 4.619
- Erzgebirge (Chemnitz)
- Lusazia (Bautzen), km². 2.470
- Voigtland (Plauen)

Erano ripartiti in 38 baliaggi e varie exclaves nella Turingia prussiana.

## Governo
La costituzione della Sassonia promulgata nel 1831 stabiliva lo stato come una monarchia parlamentare.

### Il re
Il re veniva nominato quale capo della nazione, gli era richiesto di giurare sulla costituzione, ma non gli era permesso di divenire sovrano anche di un altro stato oltre al proprio senza il consenso della Dieta nazionale. La corona era ereditaria per linea diretta maschile per primogenitura agnatizia anche se esistevano delle norme precise per garantire la successione anche alle donne in mancanza di eredi maschi. Ulteriori norme riguardavano la possibilità di costituire una reggenza se il re fosse stato troppo giovane o comunque incapace di governare, oltre ad una prassi educativa per il principe ereditario.
Ogni atto o decreto firmato o emesso direttamente dal sovrano doveva essere contrassegnato da almeno uno dei suoi ministri, senza la cui firma nessun atto del re poteva essere considerato valido. Al re venne garantito l'antico diritto di assolvere gli accusati o alternativamente di mitigarne le pene o perdonarli (ma non di incrementarne le pene) ed erano questi gli unici argomenti su cui i ministri non potevano intervenire e dove non era richiesta la loro firma. Egli inoltre aveva il potere supremo in campo religioso su tutta la Sassonia. Il re nominava il presidente della Camera Alta della Dieta nazionale tra la rosa di candidati proposta dalla medesima camera, e nominava il presidente della Camera Bassa col medesimo metodo.
Il re era il solo che aveva il potere di promulgare le leggi e di portarle ad effetto, e solo col suo consenso era possibile portarle in discussione della Dieta. Egli disponeva anche dell'autorità di creare decreti d'emergenza o leggi considerate "vantaggiose", ma anche questi strumenti dovevano necessariamente riportare la firma almeno di un ministro e subito dopo dovevano passare dalla dieta per essere discussi. Al re ad ogni modo non era consentito cambiare la costituzione né le leggi elettorali. Poteva porre il proprio veto sulle leggi passate dalla Dieta (anche se era tenuto ad esporre le proprie ragioni) ed a riproporle per la discussione o per emendamenti. Attraverso la Corte Suprema poteva richiedere prestiti di denaro d'emergenza presso altri paesi alleati, anche senza il consenso della Dieta. Il re aveva il permesso di sciogliere il parlamento e di chiamare a nuove elezioni entro sei mesi; poteva inoltre convocare sessioni straordinarie della dieta a sua discrezione.
Dal 1697 i re di Sassonia si convertirono al cattolicesimo di modo da poter accettare le corone di Polonia e Lituania, paesi dei quali rimasero sovrani sino al 1763. La famiglia reale rimase cattolica pur governando un paese che al 95% era composto da protestanti.

### Ministeri
I ministeri erano definiti secondo la costituzione in sei dipartimenti, ciascuno dei quali era responsabile del proprio operato presso la Dieta nazionale:
- La Corte di Giustizia
- La Corte dei Conti
- L'Ufficio Affari Interni
- L'Ufficio di Guerra
- Il Tribunale Ecclesiastico
- L'Ufficio Affari Esteri

I ministri dei vari offici dovevano apparire dinnanzi alle due camere quando richiesto e potevano partecipare ai dibattiti.

### Dichiarazione dei Diritti
La costituzione sassone aveva al proprio interno una dichiarazione dei diritti che comprendeva:
- Protezioni limitate per la "libertà della persona e della proprietà... ad eccezione di quanto stabilito dalla legge e dalla giustizia" (sez. 27);
- Il diritto concesso a ciascun cittadino di scegliere una qualsiasi professione legale e di emigrare altrove in caso di necessità (sez. 28-29);
- Il diritto ad essere risarcito della proprietà espropriata (sez. 31);
- La libertà di coscienza e religione (sez. 32), anche se la libertà di religione era limitata essenzialmente alle chiese cristiane riconosciute dallo stato (sez. 56);
- Uguaglianza dei membri delle organizzazioni religiose riconosciute dallo stato (sez. 33);
- Uguaglianza nell'eleggibilità agli incarichi di governo (sez. 34);
- Una libertà di stampa limitata, soggetta a restrizioni legali (sez. 35);
- Il diritto ad appellarsi contro decisioni prese da ufficiali di governo presso i tribunali o la Dieta stessa (sez. 36);
- Il diritto ad appellarsi direttamente al re (sez. 36);
- Impossibilità di arresti arbitrari e punizioni se non stabiliti da un tribunale (sez. 51);
- Nessuna persona poteva essere arrestata per più di 24 ore senza venire informata delle ragioni del proprio fermo (sez. 51);
- Il diritto di non pagare altre tasse se non quelle prescritte dalla legge (sez. 37).

### Legislatura
La Dieta, o legislatura, era divisa in due camere, ciascuna delle quali aveva eguali diritti costituzionali ed eguale status.
La Camera Alta consisteva nei seguenti membri:
- Tutti i principi del sangue che avessero raggiunto l'età legale per il voto (19 anni, secondo la costituzione)
- Un deputato dell'arcidiocesi di Misnia;
- Il proprietario del principato di Wildenfels;
- Un deputato rappresentante i cinque domini della famiglia Schonburg;
- Un deputato rappresentante l'Università di Lipsia, scelto tra i professori dell'istituzione
- Il proprietario della baronia di Konigsbruck;
- Il proprietario della baronia di Riebersdorf;
- Un ministro della cappella di corte luterana;
- Il decano della Cattedrale di San Pietro a Budessen;
- Il sovrintendente della città di Lipsia;
- Un deputato della cattedrale luterana di Wurzen;
- Un deputato rappresentante altri quattro domini della famiglia Schonburg;
- Dodici proprietari di residenze storiche nel regno, aventi almeno un minimo di 2000 talleri di rendita all'anno, scelti a vita
- Dieci deputati scelti tra la classe dei proprietari terrieri, che possedessero almeno una rendita annua di 4000 talleri, scelti a vita
- Il magistrato capo di Dresda e Lipsia
- Sei magistrati scelti dal re

I membri di questa casa rimanevano ai loro seggi il tempo che erano qualificati a rimanervi secondo la costituzione o sino a quando non avessero raggiunto l'età di sessant'anni.
La Camera Bassa della Dieta consisteva di:
- Venti proprietari di residenze storiche, in possesso di una rendita annua di almeno 600 talleri
- Venticinque deputati dai villaggi
- Venticinque deputati dei contadini
- Cinque rappresentanti dei commercianti e delle fabbriche

Per ciascun deputato era nominato anche un vice che era in grado di agire in sua vece in caso di incapacità, assenza, rinuncia o deposizione. Ciascun rappresentante era eletto per un periodo di nove anni; ad ogni modo, un terzo dei deputati doveva dare le proprie dimissioni ogni tre anni, anche se potevano subito ripresentarsi per una rielezione.
I membri della dieta dovevano avere almeno 30 anni di età e quindi essere già anche elettori (l'età era prevista a 25 anni), non avere accuse pendenti o giudicate sul proprio capo, non essere in debito, e non essere sotto tutela.
La situazione elettorale nel 1909 era la seguente:
SPDLiberali di sinistraNazional-liberaliConservatoriAntisemitiFrammentatoSPDLiberali di sinistraNazional-liberaliConservatoriAntisemitiFrammentatoRisultati delle elezioni del Regno di Sasson...

## Re di Sassonia
Il Sacro Romano Impero ebbe fine nel 1806. L'Elettorato di Sassonia, alleato di Napoleone I, anticipò la sua dissoluzione divenendo il Regno indipendente di Sassonia nel 1806.
| Re di Sassonia |                      |           | |
| Immagine       | Nome                 | Regno     | Note |
|                | Federico Augusto I   | 1806-1827 | Duca di Varsavia 1807-1813                                                                               |
|                | Antonio              | 1827-1836 | Fratello di Federico Augusto I.                                                                          |
|                | Federico Augusto II  | 1836-1854 | Nipote di Antonio.                                                                                       |
|                | Giovanni             | 1854-1873 | Fratello di Federico Augusto II.                                                                         |
|                | Alberto              | 1873-1902 | Figlio di Giovanni.                                                                                      |
|                | Giorgio              | 1902-1904 | Fratello di Alberto.                                                                                     |
|                | Federico Augusto III | 1904-1918 | Figlio di Giorgio. Ultimo Re di Sassonia. Perse il trono nell'ambito della rivoluzione tedesca del 1918. |